# Nigeria en la Copa Mundial de Fútbol de 2018
La selección de Nigeria fue uno de los 32 equipos participantes en la Copa Mundial de Fútbol de 2018, torneo que se llevó a cabo del 14 de junio al 15 de julio en Rusia.

## Clasificación
Nigeria ingresó en la Segunda ronda de las eliminatorias por estar dentro de las 28 mejores selecciones de la CAF según el Ranking FIFA de julio de 2015. En esta instancia Nigeria se enfrentó a Suazilandia en partidos de ida y vuelta, empató el primer partido y el segundo lo ganó, quedando el marcador global 2 - 0. En la Tercera ronda solo clasificaron al mundial los primeros de cada grupo, Nigeria conformó el grupo B junto a Zambia, Camerún y Argelia clasificando así a Rusia 2018, con cuatro partidos ganados, uno empatado y uno perdido.

### Segunda Ronda
| Fecha                   | Lugar         | Local       |                        | Resultado                                                      |                        | Visitante   |
| ----------------------- | ------------- | ----------- | ---------------------- | -------------------------------------------------------------- | ---------------------- | ----------- |
| 13 de noviembre de 2015 | Lobamba       | Suazilandia | Bandera de Suazilandia | 0 – 0 Archivado el 14 de noviembre de 2015 en Wayback Machine. | Bandera de Nigeria     | Nigeria     |
| 17 de noviembre de 2015 | Port Harcourt | Nigeria     | Bandera de Nigeria     | 2 – 0 Archivado el 18 de noviembre de 2015 en Wayback Machine. | Bandera de Suazilandia | Suazilandia |

### Tercera ronda
| Selección | Pts. | PJ | PG | PE | PP | GF | GC | Dif |
| --------- | ---- | -- | -- | -- | -- | -- | -- | --- |
| Nigeria   | 13   | 6  | 4  | 1  | 1  | 11 | 6  | 5   |
| Zambia    | 8    | 6  | 2  | 2  | 2  | 8  | 7  | 1   |
| Camerún   | 7    | 6  | 1  | 4  | 1  | 7  | 9  | -2  |
| Argelia   | 4    | 6  | 1  | 1  | 4  | 6  | 10 | -4  |

| Fecha                   | Lugar       | Local   |                    | Resultado                                                       |                    | Visitante |
| ----------------------- | ----------- | ------- | ------------------ | --------------------------------------------------------------- | ------------------ | --------- |
| 9 de octubre de 2016    | Ndola       | Zambia  | Bandera de Zambia  | 1 – 2 Archivado el 23 de septiembre de 2016 en Wayback Machine. | Bandera de Nigeria | Nigeria   |
| 12 de noviembre de 2016 | Uyo         | Nigeria | Bandera de Nigeria | 3 – 1 Archivado el 8 de noviembre de 2016 en Wayback Machine.   | Bandera de Argelia | Argelia   |
| 1 de septiembre de 2017 | Uyo         | Nigeria | Bandera de Nigeria | 4 – 0 Archivado el 26 de agosto de 2017 en Wayback Machine.     | Bandera de Camerún | Camerún   |
| 4 de septiembre de 2017 | Yaundé      | Camerún | Bandera de Camerún | 1 – 1 Archivado el 26 de agosto de 2017 en Wayback Machine.     | Bandera de Nigeria | Nigeria   |
| 7 de octubre de 2017    | Uyo         | Nigeria | Bandera de Nigeria | 1 – 0 Archivado el 26 de agosto de 2017 en Wayback Machine.     | Bandera de Zambia  | Zambia    |
| 10 de noviembre de 2017 | Constantina | Argelia | Bandera de Argelia | 3 – 0 Archivado el 15 de octubre de 2017 en Wayback Machine.    | Bandera de Nigeria | Nigeria   |

## Preparación

### Amistosos previos
| 23 de marzo de 2018 | Polonia | 0:1 (0:0) | Nigeria          | Estadio Municipal de Breslavia, Breslavia                  |                                                            |
|                     |         | Reporte   | 61' Victor Moses | Asistencia: 41.208 espectadores Árbitro(s): Michael Oliver | Asistencia: 41.208 espectadores Árbitro(s): Michael Oliver |

| 27 de marzo de 2018 | Nigeria | 0:2 (0:0) | Serbia           | Estadio The Hive, Londres                               |                                                         |
|                     |         | Reporte   | 68' 81' Mitrović | Asistencia: 3.500 espectadores Árbitro(s): Craig Pawson | Asistencia: 3.500 espectadores Árbitro(s): Craig Pawson |

| 28 de mayo de 2018 | Nigeria          | 1:1 (1:0) | RD Congo        | Estadio Adokiye Amiesimaka, Port Harcourt                       |                                                                 |
|                    | Troost-Ekong 15' | Reporte   | 78' Ben Malango | Asistencia: 40.000 espectadores Árbitro(s): Issaka Ayensu Afful | Asistencia: 40.000 espectadores Árbitro(s): Issaka Ayensu Afful |

| 2 de junio de 2018 | Inglaterra                   | 2:1 (2:0) | Nigeria   | Estadio de Wembley, Londres                             |                                                         |
|                    | - Carill 7' - Harry Kane 39' | Reporte   | 47' Iwobi | Asistencia: 70.025 espectadores Árbitro(s): Marco Guida | Asistencia: 70.025 espectadores Árbitro(s): Marco Guida |

| 6 de junio de 2018 | Nigeria | 0:1 (0:1) | República Checa | Rudolf-Tonn-Stadion,          |                               |
|                    |         | Reporte   | 25' Tomáš Kalas | Árbitro(s): Julian Weinberger | Árbitro(s): Julian Weinberger |

## Participación

### Lista de convocados
Técnico:  Gernot Rohr
| No. | Pos. | Jugador              | Fecha de nacimiento (edad)        | Apa. | Goles | Club                |
| --- | ---- | -------------------- | --------------------------------- | ---- | ----- | ------------------- |
| 1   | POR  | Ikechukwu Ezenwa     | 16 de octubre de 1988 (29 años)   | 24   | 0     | Enyimba             |
| 2   | DEF  | Brian Idowu          | 18 de mayo de 1992 (26 años)      | 5    | 1     | Amkar Perm          |
| 3   | DEF  | Elderson Echiéjilé   | 20 de enero de 1988 (30 años)     | 62   | 3     | Cercle Brugge       |
| 4   | MED  | Wilfred Ndidi        | 16 de diciembre de 1996 (21 años) | 17   | 0     | Leicester City      |
| 5   | DEF  | William Troost-Ekong | 1 de septiembre de 1993 (24 años) | 22   | 1     | Bursaspor           |
| 6   | DEF  | Leon Balogun         | 28 de junio de 1988 (29 años)     | 19   | 0     | FSV Mainz           |
| 7   | DEL  | Ahmed Musa           | 14 de octubre de 1992 (25 años)   | 72   | 13    | CSKA Moscú          |
| 8   | MED  | Oghenekaro Etebo     | 9 de noviembre de 1995 (22 años)  | 14   | 1     | Las Palmas          |
| 9   | DEL  | Odion Ighalo         | 16 de junio de 1989 (28 años)     | 19   | 4     | Changchun Yatai     |
| 10  | MED  | John Obi Mikel       | 22 de abril de 1987 (31 años)     | 85   | 6     | Tianjin Teda        |
| 11  | DEL  | Victor Moses         | 12 de diciembre de 1990 (27 años) | 34   | 11    | Chelsea             |
| 12  | DEF  | Abdullahi Shehu      | 12 de marzo de 1993 (25 años)     | 25   | 0     | Bursaspor           |
| 13  | DEL  | Simeon Nwankwo       | 7 de mayo de 1992 (26 años)       | 2    | 0     | FC Crotone          |
| 14  | DEL  | Kelechi Iheanacho    | 10 de marzo de 1996 (22 años)     | 18   | 8     | Leicester City      |
| 15  | MED  | Joel Obi             | 22 de mayo de 1991 (27 años)      | 17   | 0     | Torino              |
| 16  | POR  | Daniel Akpeyi        | 8 de marzo de 1986 (32 años)      | 7    | 0     | Chippa United       |
| 17  | MED  | Ogenyi Onazi         | 25 de diciembre de 1992 (25 años) | 52   | 1     | Trabzonspor         |
| 18  | DEL  | Alex Iwobi           | 3 de mayo de 1996 (22 años)       | 19   | 5     | Arsenal             |
| 19  | MED  | John Ogu             | 20 de abril de 1988 (30 años)     | 20   | 2     | Hapoel Be'er Sheva  |
| 20  | DEF  | Chidozie Awaziem     | 1 de enero de 1997 (21 años)      | 4    | 0     | FC Nantes           |
| 21  | DEF  | Tyronne Ebuehi       | 16 de diciembre de 1995 (22 años) | 7    | 0     | ADO La Haya         |
| 22  | DEF  | Kenneth Omeruo       | 17 de octubre de 1993 (24 años)   | 39   | 0     | Kasımpaşa           |
| 23  | POR  | Francis Uzoho        | 28 de octubre de 1998 (19 años)   | 6    | 0     | Deportivo La Coruña |

### Fase de grupos
| Selección | Pts | PJ | PG | PE | PP | GF | GC | Dif |
| --------- | --- | -- | -- | -- | -- | -- | -- | --- |
| Croacia   | 9   | 3  | 3  | 0  | 0  | 7  | 1  | 6   |
| Argentina | 4   | 3  | 1  | 1  | 1  | 3  | 5  | -2  |
| Nigeria   | 3   | 3  | 1  | 0  | 2  | 3  | 4  | -1  |
| Islandia  | 1   | 3  | 0  | 1  | 2  | 2  | 5  | -3  |

#### Croacia vs. Nigeria
| 16 de junio de 2018, 21:00 (UTC+2) | Croacia                              | 2:0 (1:0) | Nigeria | Arena Baltika, Kaliningrado                              |                                                          |
|                                    | Etebo 33' (a.g.) · Modrić 71' (pen.) | Reporte   |         | Asistencia: 31 136 espectadores Árbitro(s): Sandro Ricci | Asistencia: 31 136 espectadores Árbitro(s): Sandro Ricci |

|  |  |

| GK           | 23 | Danijel Subašić  |     |     |
| RB           | 2  | Šime Vrsaljko    |     |     |
| CB           | 21 | Domagoj Vida     |     |     |
| CB           | 6  | Dejan Lovren     |     |     |
| LB           | 3  | Ivan Strinić     |     |     |
| CM           | 7  | Ivan Rakitić     | 30' |     |
| CM           | 10 | Luka Modrić      |     |     |
| RW           | 18 | Ante Rebić       |     | 78' |
| AM           | 9  | Andrej Kramarić  |     | 60' |
| LW           | 4  | Ivan Perišić     |     |     |
| CF           | 17 | Mario Mandžukić  |     | 86' |
| Cambios:     |    |                  |     |     |
| MF           | 11 | Marcelo Brozović | 89' | 60' |
| MF           | 8  | Mateo Kovačić    |     | 78' |
| FW           | 20 | Marko Pjaca      |     | 86' |
| Entrenador:  |    |                  |     |     |
| Zlatko Dalić |    |                  |     |     |

| GK          | 23 | Francis Uzoho        |     |     |
| RB          | 12 | Shehu Abdullahi      |     |     |
| CB          | 6  | Leon Balogun         |     |     |
| CB          | 5  | William Troost-Ekong | 70' |     |
| LB          | 2  | Brian Idowu          |     |     |
| CM          | 4  | Wilfred Ndidi        |     |     |
| CM          | 8  | Oghenekaro Etebo     |     |     |
| RW          | 11 | Victor Moses         |     |     |
| AM          | 10 | John Obi Mikel       |     | 88' |
| LW          | 18 | Alex Iwobi           |     | 62' |
| CF          | 9  | Odion Ighalo         |     | 72' |
| Cambios:    |    |                      |     |     |
| FW          | 7  | Ahmed Musa           |     | 62' |
| FW          | 14 | Kelechi Iheanacho    |     | 72' |
| FW          | 13 | Simeon Nwankwo       |     | 88' |
| Entrenador: |    |                      |     |     |
| Gernot Rohr |    |                      |     |     |

| Jugador del Partido: Luka Modrić Árbitros asistentes: Emerson de Carvalho Marcelo Van Gasse Cuarto árbitro: Antonio Mateu Lahoz Quinto árbitro: Pau Cebrián Devís Árbitro asistente de video: Daniele Orsato Árbitros asistentes del árbitro asistente de video: Wilton Sampaio Carlos Astroza Artur Soares Dias |

#### Nigeria vs. Islandia
| 22 de junio de 2018, 18:00 (UTC+3) | Nigeria      | 2:0 (0:0) | Islandia | Volgogrado Arena, Volgogrado                               |                                                            |
|                                    | Musa 49' 75' | Reporte   |          | Asistencia: 40 904 espectadores Árbitro(s): Matthew Conger | Asistencia: 40 904 espectadores Árbitro(s): Matthew Conger |

|  |  |

| GK          | 23 | Francis Uzoho        |     |     |
| CB          | 22 | Kenneth Omeruo       |     |     |
| CB          | 5  | William Troost-Ekong |     |     |
| CB          | 6  | Leon Balogun         |     |     |
| DM          | 10 | John Obi Mikel       |     |     |
| CM          | 8  | Oghenekaro Etebo     |     | 90' |
| CM          | 4  | Wilfred Ndidi        |     |     |
| RW          | 11 | Victor Moses         |     |     |
| LW          | 2  | Brian Idowu          | 44' | 46' |
| CF          | 7  | Ahmed Musa           |     |     |
| CF          | 14 | Kelechi Iheanacho    |     | 85' |
| Cambios:    |    |                      |     |     |
| DF          | 21 | Tyronne Ebuehi       |     | 46' |
| FW          | 9  | Odion Ighalo         |     | 85' |
| FW          | 18 | Alex Iwobi           |     | 90' |
| Entrenador: |    |                      |     |     |
| Gernot Rohr |    |                      |     |     |

| GK                  | 1  | Hannes Þór Halldórsson     |  |     |
| RB                  | 2  | Birkir Már Sævarsson       |  |     |
| CB                  | 14 | Kári Árnason               |  |     |
| CB                  | 6  | Ragnar Sigurðsson          |  | 65' |
| LB                  | 18 | Hörður Björgvin Magnússon  |  |     |
| RM                  | 19 | Rúrik Gíslason             |  |     |
| CM                  | 17 | Aron Gunnarsson            |  | 87' |
| CM                  | 10 | Gylfi Sigurðsson           |  |     |
| LM                  | 8  | Birkir Bjarnason           |  |     |
| CF                  | 22 | Jón Daði Böðvarsson        |  | 71' |
| CF                  | 11 | Alfreð Finnbogason         |  |     |
| Cambios:            |    |                            |  |     |
| DF                  | 5  | Sverrir Ingi Ingason       |  | 65' |
| FW                  | 9  | Björn Bergmann Sigurðarson |  | 71' |
| DF                  | 23 | Ari Freyr Skúlason         |  | 87' |
| Entrenador:         |    |                            |  |     |
| Heimir Hallgrímsson |    |                            |  |     |

| Jugador del Partido: Ahmed Musa Árbitros asistentes: Simon Lount Tevita Makasini Cuarto árbitro: Ricardo Montero Quinto árbitro: Hiroshi Yamauchi Árbitro asistente de video: Massimiliano Irrati Árbitros asistentes del árbitro asistente de video: Paweł Gil Elenito Di Liberatore Gianluca Rocchi |

#### Nigeria vs. Argentina
| 26 de junio de 2018, 21:00 (UTC+3) | Nigeria          | 1:2 (0:1) | Argentina            | Zenit Arena, San Petersburgo                             |                                                          |
|                                    | Moses 51' (pen.) | Reporte   | Messi 14' · Rojo 86' | Asistencia: 64 468 espectadores Árbitro(s): Cüneyt Çakır | Asistencia: 64 468 espectadores Árbitro(s): Cüneyt Çakır |

|  |  |

| GK          | 23 | Francis Uzoho        |       |       |
| CB          | 6  | Leon Balogun         | 32'   |       |
| CB          | 5  | William Troost-Ekong |       |       |
| CB          | 22 | Kenneth Omeruo       |       | 90'   |
| DM          | 10 | John Obi Mikel       | 90+1' |       |
| CM          | 8  | Oghenekaro Etebo     |       |       |
| CM          | 4  | Wilfred Ndidi        |       |       |
| RW          | 11 | Victor Moses         |       |       |
| LW          | 2  | Brian Idowu          |       |       |
| CF          | 7  | Ahmed Musa           |       | 90+2' |
| CF          | 14 | Kelechi Iheanacho    |       | 46'   |
| Cambios:    |    |                      |       |       |
| FW          | 9  | Odion Ighalo         |       | 46'   |
| FW          | 18 | Alex Iwobi           |       | 90'   |
| FW          | 13 | Simeon Nwankwo       |       | 90+2' |
| Entrenador: |    |                      |       |       |
| Gernot Rohr |    |                      |       |       |

| GK             | 12 | Franco Armani      |       |     |
| RB             | 2  | Gabriel Mercado    |       |     |
| CB             | 17 | Nicolás Otamendi   |       |     |
| CB             | 16 | Marcos Rojo        |       |     |
| LB             | 3  | Nicolás Tagliafico |       | 80' |
| RM             | 15 | Enzo Pérez         |       | 61' |
| CM             | 14 | Javier Mascherano  | 49'   |     |
| CM             | 7  | Éver Banega        | 64'   |     |
| LM             | 11 | Ángel Di María     |       | 72' |
| CF             | 10 | Lionel Messi       | 90+4' |     |
| CF             | 9  | Gonzalo Higuaín    |       |     |
| Cambios:       |    |                    |       |     |
| MF             | 22 | Cristian Pavón     |       | 61' |
| MF             | 13 | Maximiliano Meza   |       | 72' |
| FW             | 19 | Sergio Agüero      |       | 80' |
| Entrenador:    |    |                    |       |     |
| Jorge Sampaoli |    |                    |       |     |

| Jugador del Partido: Lionel Messi Árbitros asistentes: Bahattin Duran Tarık Ongun Cuarto árbitro: Björn Kuipers Quinto árbitro: Sander van Roekel Árbitro asistente de video: Daniele Orsato Árbitros asistentes del árbitro asistente de video: Paweł Gil Paweł Sokolnicki Massimiliano Irrati |